# Casaleggio Novara
Casaleggio Novara är en ort och kommun i provinsen Novara i regionen Piemonte i Italien. Kommunen hade 915 invånare (2018).